# Karol Divín

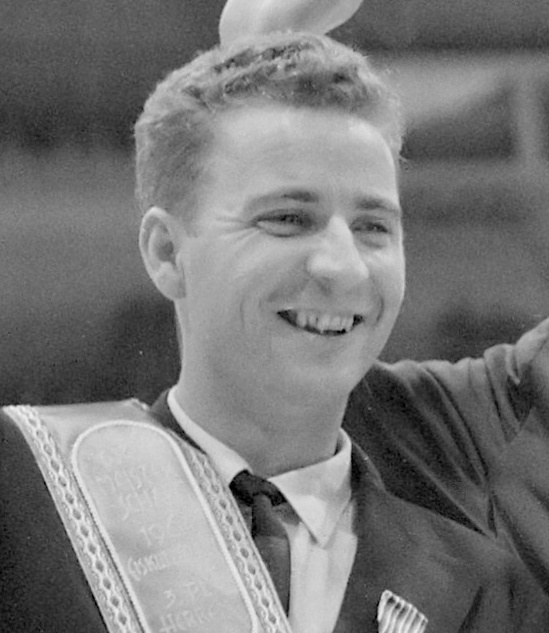
Karol Emil Divín (1964)

Karol Emil Divín (* 22. Februar 1936 in Budapest, Ungarn; † 6. April 2022 in Brünn, Tschechien) war ein slowakischer Eiskunstläufer, der im Einzellauf für die Tschechoslowakei startete. 1958 und 1959 wurde er Europameister.

## Lebenslauf
Karol Divín wurde als Sohn des Ungarndeutschen Anton Finster und einer tschechischen Mutter (Irma verh. Finster) in Budapest geboren. Nach dem Ende des Zweiten Weltkrieges flüchtete die Familie vor der sich nahenden Front nach Prag. Von dort zogen sie im Jahre 1946 nach Preßburg. Wegen der nach dem Zweiten Weltkrieg in der Tschechoslowakei herrschenden Deutschfeindlichkeit änderte sein Vater dessen Familiennamen von 'Karl Finster' auf ' Karol Divín'. Divíns neuer Familienname wurde auf den Familiennamen der aus der Slowakei stammenden Großmutter geändert.
Sein erster Trainer war sein eigener Vater, Anton Divín-Finster. Ab 1953 lebte die Familie in Prag, da es dort bessere Trainingsmöglichkeiten gab.
Nach Beendigung seiner Eislaufkarriere im Jahre 1965 wirkte er als erfolgreicher Trainer, Anfangs in Finnland und später überwiegend in Kanada.
Im Jahre 1960 heiratete Karol Divín Olga Reinišová, eine tschechische Paarläuferin. Aus der Ehe ging der Sohn Peter hervor, der in Surrey, Britisch Columbia, Kanada mit seiner Familie lebt. Eine zweite Ehe ging er mit Mirka (verh. Divín) ein, die zwei Töchter in die Ehe brachte.
Seine letzten Jahre verbrachte Karol Divín in Brünn, wo er auch am 6. April 2022 starb.
Karol Divín sah sich als Mitteleuropäer. In einem Interview sagte er:
Die Großmutter stammte aus der Slowakei, mein Vater aus Ungarn, meine Mutter aus Pilsen... Ich bevorzuge keinen besonderen Ort. Ich bin in Budapest geboren, in Preßburg aufgewachsen, meine besten Freunde waren die Wiener Eiskunstläufer. Eine Verbindungsklammer habe ich jedoch - die Donau...

## Karriere
Der elfmalige tschechoslowakische Meister beendete (mit Ausnahme von 1960, wo er wegen Verletzung seine Teilnahme zurückziehen hatte müssen) jede Europameisterschaft, an der er teilnahm, auf dem Podium, viermal als Dritter, zweimal als Vize-Europameister und zweimal, 1958 und 1959, als Europameister, beide Male vor Alain Giletti. Siebenmal nahm er an Weltmeisterschaften teil und platzierte sich nie schlechter als Sechster. 1962 wurde er Vize-Weltmeister hinter Donald Jackson und 1964 Dritter. Divín bestritt drei Olympische Spiele, 1956 wurde er Fünfter, 1960 gewann er olympisches Silber hinter David Jenkins und 1964 wurde er Vierter.

## Ergebnisse
| Wettbewerb / Jahr                   | 1954 | 1955 | 1956 | 1957 | 1958 | 1959 | 1960 | 1961 | 1962 | 1963 | 1964 |
| ----------------------------------- | ---- | ---- | ---- | ---- | ---- | ---- | ---- | ---- | ---- | ---- | ---- |
| Olympische Winterspiele             |      |      | 5.   |      |      |      | 2.   |      |      |      | 4.   |
| Weltmeisterschaften                 |      | 5.   | 6.   |      | 6.   | 5.   |      |      | 2.   | 4.   | 3.   |
| Europameisterschaften               | 3.   | 3.   | 3.   | 2.   | 1.   | 1.   | Z    |      | 2.   |      | 3.   |
| Tschechoslowakische Meisterschaften | 1.   | 1.   | 1.   | 1.   | 1.   | 1.   | 1.   | 1.   | 1.   | 1.   | 1.   |

- Z = Zurückgezogen